# Annick Meijers
Annick Meijers (Zoetermeer, 23 marzo 2000) è una pallavolista olandese, schiacciatrice dell'Oudegem.

## Carriera

### Club
La carriera di Annick Meijers inizia nel Nesselande. Nella stagione 2017-18 debutta nell'Eredivisie olandese, grazie all'ingaggio da parte del Talent Team, a cui resta legata per due annate.
Nella stagione 2019-20 si trasferisce in Italia per vestire la maglia del Chieri '76, in Serie A1: resta legata al club piemontese per due annate, trasferendosi poi per il campionato 2021-22 alle tedesche del Suhl, in 1. Bundesliga, dove gioca anche nel campionato seguente, iniziandolo con il Wiesbaden e terminandolo col il Dresdner.
Dopo un'annata di inattività, nella stagione 2024-25 approda in Belgio, dove indossa la casacca dell'Oudegem, in Liga A.

### Nazionale
Nel 2017 è nella nazionale Under-18 dei Paesi Bassi, mentre nel 2018 è in quella Under-19.
Nel 2018 esordisce nella nazionale maggiore.